# Andreas Hirsch (Turner)
Andreas Hirsch (* 8. Juli 1958 in Berlin) ist ein ehemaliger deutscher Turner und derzeit Trainer. Seit 2002 ist er Cheftrainer des deutschen Nationalkaders.

## Werdegang

### Als Sportler
Hirsch begann als 8-Jähriger mit dem Turnen im Trainingszentrum Berlin-Adlershof bei Wolfgang Netzsch und Jürgen Starost. Später startete er für den SC Dynamo Berlin. 1972 galt er als eines der Talente der DDR, zwischen 1974 und 1976 gehörte er dreimal zu den zwölf Besten der Jugendwettkämpfe der Freundschaft. Zwischen 1976 und 1982 startete Hirsch dreimal bei DDR-Turnmeisterschaften. Dabei erreichte er zwei fünfte und einen sechsten Platz im Mehrkampf und wurde dreimal DDR-Vizemeister an den Ringen. Ab 1976 gehörte er zur Turnnationalmannschaft der DDR. Seinen ersten internationalen Länderkampf für die DDR bestritt er 1976 in Modena gegen Italien. Später gehörte er auch zum Kader gegen die Sowjetunion und später beim Länderkampf gegen die Schweiz in Cottbus.
Bei den Turn-Weltmeisterschaften 1978 in Straßburg war er als Ersatz im Kader. In der Folge bestritt er für die DDR mehrere internationale Turniere, so auch Moscow News, die Dynamo-Spartakiade 1981, den Bernsteinpokal in Riga und die Internationalen Ungarischen Meisterschaften 1982. Beim Cottbuser Turnier der Meister 1982 und 1983 wurde er vom DTV nur außer Konkurrenz eingesetzt.
Nach der Teilnahme an einem Moncada-Turnier brachte Hirsch ein dort erstmals aufgetauchtes neues Element an den Ringen mit. Das später als Hirschspinne bekannte Element wurde später von Stojan Deltschew weiterentwickelt und bekam international daraufhin den Namen Deltschew. Auf einem von Sporthistoriker Wolfgang Pahncke veröffentlichten Buch mit dem Titel Gerätturnen - einst und jetzt war Hirsch mit seinem Element auf dem Titelcover zu sehen.

### Als Trainer
1983 begann Hirsch unter Siegfried Wüstemann mit seiner Ausbildung zum Trainer. Drei Jahre später bekam er sein Trainer-Diplom mit Auszeichnung. Als Rainer Hanschke zehn weitere Jahre später das Bundestraineramt von Franz Heinlein übernahm, erhielt Hirsch den Posten des Bundes-Nachwuchstrainers. In der Folge konnte er mit der Junioren-Mannschaft bei den Junioren-Europameisterschaften ab 1998 wieder Medaillen gewinnen.
Seit 2002 betreut er im Amt des Cheftrainers das Turn-Team im Deutschen Turner-Bund. Seinen ersten großen Erfolg als Nationaltrainer erreichte Hirsch bei den Turn-Weltmeisterschaften 2007 mit dem ersten Vize-Weltmeistertitel eines deutschen Turners im Mehrkampf durch Fabian Hambüchen.